# Junko Yaginuma
Junko Yaginuma, japonska umetnostna drsalka, * 1. april 1973, Tokio.
Junko Yaginuma je za Japonsko nastopila na Zimskih olimpijskih igrah 1988 v Calgaryju in tam osvojila 14. mesto.